# Top Teams Cup 2005–2006 (damer)
Top Teams Cup 2005-2006 var den 27:e upplagan av tävlingen (som numera bär namnet CEV Cup), vilken är den näst mest statusfyllda volleybolltävlingen för klubblag i Europa. Turneringen, som organiseras av CEV, pågick mellan 17 september 2005 och 12 mars 2006. Totalt deltog 40 klubblag. Asystel Volley vann för första gången genom att besegra ZHVK Dinamo Moskva i finalen. Taismary Agüero utsågs till mest värdefulla spelare och var också främsta poängvinnare.

## Deltagande lag
| - Aalborg HIK - CV Albacete - AMVJ - Panathinaikos Athlitikos Omilos - CS Știința Bacău - ŽOK Poštar - VK Slávia EU Bratislava - VK Královo Pole - Vasas SC - KS Pałac Bydgoszcz | - Charleroi Volley - Kruh Tjеrkаsy - City of Edinburgh Volleyball - Escher VC - Anorthosis Famagusta - Famalicense AC - CSU Metal Galați - Vanajan RC - OK Kaštela - ATSC Klagenfurt | - Volley Köniz - La Rochette Volley - Longa '59 - AEL Limassol - Lyngby Volley - VK Minsk - Slavjanka Minsk - ZHVK Dinamo Moskva - Asystel Volley - OK HIT Nova Gorica | - Fatum Nyíregyháza - Volley 80 Pétange - Minatori Rrëshen - Filathlītikos OGT - Schwechat Post - VC OMS SH Senica - Datovoc Tongeren - Troon VC - ŽOK Jedinstvo Užice - Voléro Zürich |

## Turneringen

### Kval

#### Första omgången

##### Match 1
| Datum    | Resultat | Resultat | Resultat    | Set 1 | Set 2 | Set 3 | Set 4 | Set 5 |
| -------- | -------- | -------- | ----------- | ----- | ----- | ----- | ----- | ----- |
| 17-09-05 | Troon VC | 2 - 3    | Aalborg HIK | 20-25 | 15-25 | 25-23 | 25-14 | 10-15 |

##### Match 2
| Datum    | Resultat    | Resultat | Resultat | Set 1 | Set 2 | Set 3 | Set 4 | Set 5 |
| -------- | ----------- | -------- | -------- | ----- | ----- | ----- | ----- | ----- |
| 17-09-05 | Aalborg HIK | 3 - 0    | Troon VC | 26-24 | 25-21 | 26-24 |       |       |

##### Kvalificerat lag
- Aalborg HIK

#### Andra omgången

##### Grupp 1 - A
Spelplats: Klagenfurt

###### Resultat
| Datum    | Resultat         | Resultat | Resultat         | Set 1 | Set 2 | Set 3 | Set 4 | Set 5 |
| -------- | ---------------- | -------- | ---------------- | ----- | ----- | ----- | ----- | ----- |
| 07-10-05 | CS Știința Bacău | 3 - 0    | Vasas SC         | 25-14 | 25-16 | 25-19 |       |       |
| 07-10-05 | ATSC Klagenfurt  | 3 - 0    | AEL Limassol     | 25-17 | 25-14 | 25-21 |       |       |
| 08-10-05 | AEL Limassol     | 0 - 3    | CS Știința Bacău | 7-25  | 13-25 | 17-25 |       |       |
| 08-10-05 | Vasas SC         | 0 - 3    | ATSC Klagenfurt  | 15-25 | 14-25 | 20-25 |       |       |
| 09-10-05 | AEL Limassol     | 0 - 3    | Vasas SC         | 11-25 | 18-25 | 15-25 |       |       |
| 09-10-05 | CS Știința Bacău | 3 - 1    | ATSC Klagenfurt  | 22-25 | 25-20 | 25-11 | 25-23 |       |

###### Sluttabell
| Pos | Lag              | Poäng | Matcher | Matcher | Matcher   | Set   | Set       | Kvot  | Poäng | Poäng     | Kvot  |
| Pos | Lag              | Poäng | Spelade | Vunna   | Förlorade | Vunna | Förlorade | Kvot  | Vunna | Förlorade | Kvot  |
| --- | ---------------- | ----- | ------- | ------- | --------- | ----- | --------- | ----- | ----- | --------- | ----- |
| 1   | CS Știința Bacău | 6     | 3       | 3       | 0         | 9     | 1         | 9.000 | 247   | 165       | 1.497 |
| 2   | ATSC Klagenfurt  | 5     | 3       | 2       | 1         | 7     | 3         | 2.333 | 229   | 198       | 1.156 |
| 3   | Vasas SC         | 4     | 3       | 1       | 2         | 3     | 6         | 0.500 | 173   | 194       | 0.891 |
| 4   | AEL Limassol     | 3     | 3       | 0       | 3         | 0     | 9         | 0.000 | 133   | 225       | 0.591 |

##### Grupp 2
Spelplats: Charleroi

###### Resultat
| Datum    | Resultat          | Resultat | Resultat          | Set 1 | Set 2 | Set 3 | Set 4 | Set 5 |
| -------- | ----------------- | -------- | ----------------- | ----- | ----- | ----- | ----- | ----- |
| 07-10-05 | Filathlītikos OGT | 0 - 3    | CV Albacete       | 17-25 | 21-25 | 15-25 |       |       |
| 07-10-05 | AMVJ              | 2 - 3    | Charleroi Volley  | 25-23 | 21-25 | 25-20 | 14-25 | 9-15  |
| 08-10-05 | CV Albacete       | 3 - 0    | AMVJ              | 25-17 | 25-16 | 25-9  |       |       |
| 08-10-05 | Charleroi Volley  | 3 - 0    | Filathlītikos OGT | 25-23 | 32-20 | 28-26 |       |       |
| 09-10-05 | AMVJ              | 3 - 2    | Filathlītikos OGT | 25-16 | 25-17 | 23-25 | 19-25 | 16-14 |
| 09-10-05 | Charleroi Volley  | 3 - 2    | CV Albacete       | 25-16 | 23-25 | 25-15 | 16-25 | 15-13 |

###### Sluttabell
| Pos | Lag               | Poäng | Matcher | Matcher | Matcher   | Set   | Set       | Kvot  | Poäng | Poäng     | Kvot  |
| Pos | Lag               | Poäng | Spelade | Vunna   | Förlorade | Vunna | Förlorade | Kvot  | Vunna | Förlorade | Kvot  |
| --- | ----------------- | ----- | ------- | ------- | --------- | ----- | --------- | ----- | ----- | --------- | ----- |
| 1   | Charleroi Volley  | 6     | 3       | 3       | 0         | 9     | 4         | 2.250 | 297   | 267       | 1.112 |
| 2   | CV Albacete       | 5     | 3       | 2       | 1         | 8     | 3         | 2.666 | 244   | 199       | 1.226 |
| 3   | AMVJ              | 4     | 3       | 1       | 2         | 5     | 8         | 0.625 | 244   | 280       | 0.871 |
| 4   | Filathlītikos OGT | 3     | 3       | 0       | 3         | 2     | 9         | 0.222 | 229   | 268       | 0.854 |

##### Gruppo 3
Spelplats: Köniz

###### Resultat
| Datum    | Resultat                     | Resultat | Resultat                     | Set 1 | Set 2 | Set 3 | Set 4 | Set 5 |
| -------- | ---------------------------- | -------- | ---------------------------- | ----- | ----- | ----- | ----- | ----- |
| 07-10-05 | City of Edinburgh Volleyball | 0 - 3    | VK Slávia EU Bratislava      | 8-25  | 23-25 | 9-25  |       |       |
| 07-10-05 | Volley Köniz                 | 3 - 0    | Escher VC                    | 25-11 | 25-10 | 25-11 |       |       |
| 08-10-05 | Escher VC                    | 0 - 3    | VK Slávia EU Bratislava      | 10-25 | 16-25 | 11-25 |       |       |
| 08-10-05 | Volley Köniz                 | 3 - 0    | City of Edinburgh Volleyball | 25-14 | 25-9  | 25-10 |       |       |
| 09-10-05 | City of Edinburgh Volleyball | 3 - 1    | Escher VC                    | 20-25 | 25-21 | 25-20 | 25-20 |       |
| 09-10-05 | VK Slávia EU Bratislava      | 0 - 3    | Volley Köniz                 | 19-25 | 18-25 | 15-25 |       |       |

###### Sluttabell
| Pos | Lag                          | Poäng | Matcher | Matcher | Matcher   | Set   | Set       | Kvot  | Poäng | Poäng     | Kvot  |
| Pos | Lag                          | Poäng | Spelade | Vunna   | Förlorade | Vunna | Förlorade | Kvot  | Vunna | Förlorade | Kvot  |
| --- | ---------------------------- | ----- | ------- | ------- | --------- | ----- | --------- | ----- | ----- | --------- | ----- |
| 1   | Volley Köniz                 | 6     | 3       | 3       | 0         | 9     | 0         | MAX   | 225   | 117       | 1.923 |
| 2   | VK Slávia EU Bratislava      | 5     | 3       | 2       | 1         | 6     | 3         | 2.000 | 202   | 141       | 1.432 |
| 3   | City of Edinburgh Volleyball | 4     | 3       | 1       | 2         | 3     | 7         | 0.428 | 157   | 236       | 0.665 |
| 4   | Escher VC                    | 3     | 3       | 0       | 3         | 1     | 9         | 0.111 | 155   | 245       | 0.632 |

##### Gruppo 4
Spelplats: Famalicão

###### Resultat
| Datum    | Resultat       | Resultat | Resultat       | Set 1 | Set 2 | Set 3 | Set 4 | Set 5 |
| -------- | -------------- | -------- | -------------- | ----- | ----- | ----- | ----- | ----- |
| 07-10-05 | Famalicense AC | 3 - 2    | Lyngby Volley  | 26-24 | 25-20 | 21-25 | 15-25 | 16-14 |
| 07-10-05 | VK Minsk       | 3 - 1    | OK Kaštela     | 25-17 | 25-8  | 21-25 | 25-12 |       |
| 08-10-05 | OK Kaštela     | 3 - 2    | Famalicense AC | 22-25 | 18-25 | 25-12 | 25-15 | 15-13 |
| 08-10-05 | VK Minsk       | 3 - 0    | Lyngby Volley  | 25-18 | 25-15 | 25-16 |       |       |
| 09-10-05 | Lyngby Volley  | 1 - 3    | OK Kaštela     | 22-25 | 25-18 | 18-25 | 13-25 |       |
| 09-10-05 | Famalicense AC | 0 - 3    | VK Minsk       | 18-25 | 18-25 | 17-25 |       |       |

###### Sluttabell
| Pos | Lag            | Poäng | Matcher | Matcher | Matcher   | Set   | Set       | Kvot  | Poäng | Poäng     | Kvot  |
| Pos | Lag            | Poäng | Spelade | Vunna   | Förlorade | Vunna | Förlorade | Kvot  | Vunna | Förlorade | Kvot  |
| --- | -------------- | ----- | ------- | ------- | --------- | ----- | --------- | ----- | ----- | --------- | ----- |
| 1   | VK Minsk       | 6     | 3       | 3       | 0         | 9     | 1         | 9.000 | 246   | 164       | 1.500 |
| 2   | OK Kaštela     | 5     | 3       | 2       | 1         | 7     | 6         | 1.166 | 260   | 264       | 0.984 |
| 3   | Famalicense AC | 4     | 3       | 1       | 2         | 5     | 8         | 0.625 | 246   | 288       | 0.854 |
| 4   | Lyngby Volley  | 3     | 3       | 0       | 3         | 3     | 9         | 0.333 | 235   | 271       | 0.867 |

##### Gruppo 5
Spelplats: Brno

###### Resultat
| Datum    | Resultat             | Resultat | Resultat             | Set 1 | Set 2 | Set 3 | Set 4 | Set 5 |
| -------- | -------------------- | -------- | -------------------- | ----- | ----- | ----- | ----- | ----- |
| 07-10-05 | Schwechat Post       | 0 - 3    | VC OMS SH Senica     | 20-25 | 18-25 | 14-26 |       |       |
| 07-10-05 | VK Královo Pole      | 3 - 0    | Anorthosis Famagusta | 25-9  | 25-9  | 25-9  |       |       |
| 08-10-05 | Anorthosis Famagusta | 0 - 3    | Schwechat Post       | 12-25 | 20-25 | 13-25 |       |       |
| 08-10-05 | VK Královo Pole      | 1 - 3    | VC OMS SH Senica     | 25-20 | 26-28 | 11-25 | 16-25 |       |
| 09-10-05 | VC OMS SH Senica     | 3 - 0    | Anorthosis Famagusta | 25-14 | 25-13 | 25-9  |       |       |
| 09-10-05 | Schwechat Post       | 0 - 3    | VK Královo Pole      | 20-25 | 19-25 | 26-28 |       |       |

###### Sluttabell
| Pos | Lag                  | Poäng | Matcher | Matcher | Matcher   | Set   | Set       | Kvot  | Poäng | Poäng     | Kvot  |
| Pos | Lag                  | Poäng | Spelade | Vunna   | Förlorade | Vunna | Förlorade | Kvot  | Vunna | Förlorade | Kvot  |
| --- | -------------------- | ----- | ------- | ------- | --------- | ----- | --------- | ----- | ----- | --------- | ----- |
| 1   | VC OMS SH Senica     | 6     | 3       | 3       | 0         | 9     | 1         | 9.000 | 251   | 176       | 1.426 |
| 2   | VK Královo Pole      | 5     | 3       | 2       | 1         | 7     | 3         | 2.333 | 231   | 192       | 1.203 |
| 3   | Schwechat Post       | 4     | 3       | 1       | 2         | 3     | 6         | 0.500 | 202   | 199       | 1.015 |
| 4   | Anorthosis Famagusta | 3     | 3       | 0       | 3         | 0     | 9         | 0.000 | 108   | 225       | 0.480 |

##### Gruppo 6
Spelplats: Nyíregyháza

###### Resultat
| Datum    | Resultat           | Resultat | Resultat           | Set 1 | Set 2 | Set 3 | Set 4 | Set 5 |
| -------- | ------------------ | -------- | ------------------ | ----- | ----- | ----- | ----- | ----- |
| 07-10-05 | Slavjanka Minsk    | 0 - 3    | ZHVK Dinamo Moskva | 21-25 | 16-25 | 18-25 |       |       |
| 07-10-05 | Fatum Nyíregyháza  | 3 - 1    | OK HIT Nova Gorica | 23-25 | 25-22 | 25-17 | 25-16 |       |
| 08-10-05 | ZHVK Dinamo Moskva | 3 - 1    | OK HIT Nova Gorica | 25-12 | 16-25 | 25-20 | 25-14 |       |
| 08-10-05 | Slavjanka Minsk    | 3 - 2    | Fatum Nyíregyháza  | 18-25 | 17-25 | 25-16 | 25-20 | 20-18 |
| 09-10-05 | OK HIT Nova Gorica | 1 - 3    | Slavjanka Minsk    | 23-25 | 25-18 | 19-25 | 20-25 |       |
| 09-10-05 | Fatum Nyíregyháza  | 0 - 3    | ZHVK Dinamo Moskva | 19-25 | 13-25 | 17-25 |       |       |

###### Sluttabell
| Pos | Lag                | Poäng | Matcher | Matcher | Matcher   | Set   | Set       | Kvot  | Poäng | Poäng     | Kvot  |
| Pos | Lag                | Poäng | Spelade | Vunna   | Förlorade | Vunna | Förlorade | Kvot  | Vunna | Förlorade | Kvot  |
| --- | ------------------ | ----- | ------- | ------- | --------- | ----- | --------- | ----- | ----- | --------- | ----- |
| 1   | ZHVK Dinamo Moskva | 6     | 3       | 3       | 0         | 9     | 1         | 9.000 | 241   | 175       | 1.377 |
| 2   | Slavjanka Minsk    | 5     | 3       | 2       | 1         | 6     | 6         | 1.000 | 253   | 266       | 0.951 |
| 3   | Fatum Nyíregyháza  | 4     | 3       | 1       | 2         | 5     | 7         | 0.714 | 251   | 260       | 0.965 |
| 4   | OK HIT Nova Gorica | 3     | 3       | 0       | 3         | 3     | 9         | 0.333 | 238   | 282       | 0.844 |

##### Gruppo 7
Spelplats: Zürich

###### Resultat
| Datum    | Resultat                        | Resultat | Resultat                        | Set 1 | Set 2 | Set 3 | Set 4 | Set 5 |
| -------- | ------------------------------- | -------- | ------------------------------- | ----- | ----- | ----- | ----- | ----- |
| 07-10-05 | Vanajan RC                      | 0 - 3    | Voléro Zürich                   | 22-25 | 16-25 | 11-25 |       |       |
| 07-10-05 | Minatori Rrëshen                | 0 - 3    | Panathinaikos Athlitikos Omilos | 10-25 | 12-25 | 10-25 |       |       |
| 08-10-05 | Panathinaikos Athlitikos Omilos | 3 - 0    | Vanajan RC                      | 25-22 | 25-17 | 25-22 |       |       |
| 08-10-05 | Minatori Rrëshen                | 0 - 3    | Voléro Zürich                   | 10-25 | 13-25 | 15-25 |       |       |
| 09-10-05 | Vanajan RC                      | 3 - 0    | Minatori Rrëshen                | 25-14 | 25-13 | 25-22 |       |       |
| 09-10-05 | Voléro Zürich                   | 3 - 0    | Panathinaikos Athlitikos Omilos | 25-20 | 25-19 | 25-13 |       |       |

###### Sluttabell
| Pos | Lag                             | Poäng | Matcher | Matcher | Matcher   | Set   | Set       | Kvot  | Poäng | Poäng     | Kvot  |
| Pos | Lag                             | Poäng | Spelade | Vunna   | Förlorade | Vunna | Förlorade | Kvot  | Vunna | Förlorade | Kvot  |
| --- | ------------------------------- | ----- | ------- | ------- | --------- | ----- | --------- | ----- | ----- | --------- | ----- |
| 1   | Voléro Zürich                   | 6     | 3       | 3       | 0         | 9     | 0         | MAX   | 225   | 139       | 1.618 |
| 2   | Panathinaikos Athlitikos Omilos | 5     | 3       | 2       | 1         | 6     | 3         | 2.000 | 202   | 168       | 1.202 |
| 3   | Vanajan RC                      | 4     | 3       | 1       | 2         | 3     | 6         | 0.500 | 185   | 199       | 0.929 |
| 4   | Minatori Rrëshen                | 3     | 3       | 0       | 3         | 0     | 9         | 0.000 | 119   | 225       | 0.528 |

##### Gruppo 8
Spelplats: Galați

###### Resultat
| Datum    | Resultat          | Resultat | Resultat          | Set 1 | Set 2 | Set 3 | Set 4 | Set 5 |
| -------- | ----------------- | -------- | ----------------- | ----- | ----- | ----- | ----- | ----- |
| 07-10-05 | Aalborg HIK       | 0 - 3    | ŽOK Poštar        | 7-25  | 10-25 | 15-25 |       |       |
| 07-10-05 | CSU Metal Galați  | 3 - 0    | Volley 80 Pétange | 25-6  | 25-8  | 25-10 |       |       |
| 08-10-05 | ŽOK Poštar        | 3 - 0    | Volley 80 Pétange | 25-14 | 25-16 | 25-16 |       |       |
| 08-10-05 | Aalborg HIK       | 0 - 3    | CSU Metal Galați  | 17-25 | 10-25 | 6-25  |       |       |
| 09-10-05 | Volley 80 Pétange | 3 - 1    | Aalborg HIK       | 25-22 | 25-22 | 21-25 | 25-22 |       |
| 09-10-05 | CSU Metal Galați  | 0 - 3    | ŽOK Poštar        | 17-25 | 20-25 | 25-27 |       |       |

###### Sluttabell
| Pos | Lag               | Poäng | Matcher | Matcher | Matcher   | Set   | Set       | Kvot  | Poäng | Poäng     | Kvot  |
| Pos | Lag               | Poäng | Spelade | Vunna   | Förlorade | Vunna | Förlorade | Kvot  | Vunna | Förlorade | Kvot  |
| --- | ----------------- | ----- | ------- | ------- | --------- | ----- | --------- | ----- | ----- | --------- | ----- |
| 1   | ŽOK Poštar        | 6     | 3       | 3       | 0         | 9     | 0         | MAX   | 227   | 140       | 1.621 |
| 2   | CSU Metal Galați  | 5     | 3       | 2       | 1         | 6     | 3         | 2.000 | 212   | 134       | 1.582 |
| 3   | Volley 80 Pétange | 4     | 3       | 1       | 2         | 3     | 7         | 0.428 | 166   | 241       | 0.688 |
| 4   | Aalborg HIK       | 3     | 3       | 0       | 3         | 1     | 9         | 0.111 | 156   | 246       | 0.634 |

### Gruppspelsfasen

#### Grupp A

##### Resultat
| Datum    | Resultat           | Resultat | Resultat           | Set 1 | Set 2 | Set 3 | Set 4 | Set 5 |
| -------- | ------------------ | -------- | ------------------ | ----- | ----- | ----- | ----- | ----- |
| 26-10-05 | Datovoc Tongeren   | 3 - 1    | KS Pałac Bydgoszcz | 25-23 | 11-25 | 25-17 | 25-18 |       |
| 26-10-05 | CS Știința Bacău   | 0 - 3    | Voléro Zürich      | 23-25 | 17-25 | 20-25 |       |       |
| 01-11-05 | Voléro Zürich      | 3 - 0    | Datovoc Tongeren   | 25-16 | 25-18 | 25-17 |       |       |
| 03-11-05 | KS Pałac Bydgoszcz | 2 - 3    | CS Știința Bacău   | 25-27 | 19-25 | 28-26 | 25-18 | 12-15 |
| 30-11-05 | Datovoc Tongeren   | 1 - 3    | CS Știința Bacău   | 21-25 | 25-21 | 21-25 | 18-25 |       |
| 30-11-05 | KS Pałac Bydgoszcz | 2 - 3    | Voléro Zürich      | 25-22 | 20-25 | 22-25 | 25-20 | 10-15 |
| 06-12-05 | Voléro Zürich      | 2 - 3    | KS Pałac Bydgoszcz | 21-25 | 25-22 | 15-25 | 25-22 | 11-15 |
| 07-12-05 | CS Știința Bacău   | 3 - 0    | Datovoc Tongeren   | 25-23 | 25-12 | 25-23 |       |       |
| 14-12-05 | CS Știința Bacău   | 1 - 3    | KS Pałac Bydgoszcz | 25-17 | 23-25 | 23-25 | 27-29 |       |
| 30-11-05 | Datovoc Tongeren   | 3 - 1    | Voléro Zürich      | 28-26 | 25-23 | 15-25 | 25-14 |       |
| 20-12-05 | Voléro Zürich      | 3 - 2    | CS Știința Bacău   | 23-25 | 19-25 | 26-24 | 25-16 | 15-4  |
| 20-12-05 | KS Pałac Bydgoszcz | 3 - 0    | Datovoc Tongeren   | 25-20 | 25-16 | 25-14 |       |       |

##### Sluttabell
| Pos | Lag                | Poäng | Matcher | Matcher | Matcher   | Set   | Set       | Kvot  | Poäng | Poäng     | Kvot  |
| Pos | Lag                | Poäng | Spelade | Vunna   | Förlorade | Vunna | Förlorade | Kvot  | Vunna | Förlorade | Kvot  |
| --- | ------------------ | ----- | ------- | ------- | --------- | ----- | --------- | ----- | ----- | --------- | ----- |
| 1   | Voléro Zürich      | 10    | 6       | 4       | 2         | 15    | 10        | 1.500 | 550   | 509       | 1.080 |
| 2   | KS Pałac Bydgoszcz | 9     | 6       | 3       | 3         | 14    | 12        | 1.166 | 574   | 549       | 1.045 |
| 3   | CS Știința Bacău   | 9     | 6       | 3       | 3         | 12    | 12        | 1.000 | 534   | 531       | 1.005 |
| 4   | Datovoc Tongeren   | 8     | 6       | 2       | 4         | 7     | 14        | 0.500 | 423   | 492       | 0.859 |

#### Grupp B

##### Resultat
| Datum    | Resultat           | Resultat | Resultat           | Set 1 | Set 2 | Set 3 | Set 4 | Set 5 |
| -------- | ------------------ | -------- | ------------------ | ----- | ----- | ----- | ----- | ----- |
| 26-10-05 | ŽOK Poštar         | 1 - 3    | ZHVK Dinamo Moskva | 24-26 | 25-23 | 12-25 | 14-25 |       |
| 25-10-05 | CSU Metal Galați   | 1 - 3    | Asystel Volley     | 26-24 | 19-25 | 18-25 | 21-25 |       |
| 03-11-05 | Asystel Volley     | 2 - 3    | ŽOK Poštar         | 22-25 | 25-22 | 25-27 | 25-18 | 14-16 |
| 03-11-05 | ZHVK Dinamo Moskva | 3 - 0    | CSU Metal Galați   | 25-12 | 25-12 | 25-12 |       |       |
| 30-11-05 | ŽOK Poštar         | 3 - 0    | CSU Metal Galați   | 25-22 | 25-23 | 25-22 |       |       |
| 30-11-05 | ZHVK Dinamo Moskva | 1 - 3    | Asystel Volley     | 22-25 | 21-25 | 25-22 | 22-25 |       |
| 06-12-05 | Asystel Volley     | 3 - 0    | ZHVK Dinamo Moskva | 27-25 | 25-21 | 25-20 |       |       |
| 07-12-05 | CSU Metal Galați   | 3 - 1    | ŽOK Poštar         | 18-25 | 25-18 | 25-18 | 25-14 |       |
| 15-12-05 | CSU Metal Galați   | 0 - 3    | ZHVK Dinamo Moskva | 11-25 | 14-25 | 13-25 |       |       |
| 14-12-05 | ŽOK Poštar         | 0 - 3    | Asystel Volley     | 22-25 | 28-30 | 22-25 |       |       |
| 20-12-05 | Asystel Volley     | 3 - 0    | CSU Metal Galați   | 25-15 | 25-15 | 25-15 |       |       |
| 20-12-05 | ZHVK Dinamo Moskva | 3 - 0    | ŽOK Poštar         | 25-21 | 25-23 | 25-18 |       |       |

##### Sluttabell
| Pos | Lag                | Poäng | Matcher | Matcher | Matcher   | Set   | Set       | Kvot  | Poäng | Poäng     | Kvot  |
| Pos | Lag                | Poäng | Spelade | Vunna   | Förlorade | Vunna | Förlorade | Kvot  | Vunna | Förlorade | Kvot  |
| --- | ------------------ | ----- | ------- | ------- | --------- | ----- | --------- | ----- | ----- | --------- | ----- |
| 1   | Asystel Volley     | 11    | 6       | 5       | 1         | 17    | 5         | 3.400 | 539   | 472       | 1.141 |
| 2   | ZHVK Dinamo Moskva | 10    | 6       | 4       | 2         | 13    | 7         | 1.857 | 480   | 392       | 1.224 |
| 3   | ŽOK Poštar         | 8     | 6       | 2       | 4         | 8     | 14        | 0.571 | 467   | 525       | 0.889 |
| 4   | CSU Metal Galați   | 7     | 6       | 1       | 5         | 4     | 16        | 0.250 | 377   | 474       | 0.795 |

#### Grupp C

##### Resultat
| Datum    | Resultat            | Resultat | Resultat            | Set 1 | Set 2 | Set 3 | Set 4 | Set 5 |
| -------- | ------------------- | -------- | ------------------- | ----- | ----- | ----- | ----- | ----- |
| 26-10-05 | VC OMS SH Senica    | 3 - 0    | Kruh Tjеrkаsy       | 25-16 | 25-17 | 25-16 |       |       |
| 25-10-05 | ŽOK Jedinstvo Užice | 3 - 0    | Charleroi Volley    | 25-22 | 25-23 | 25-11 |       |       |
| 02-11-05 | Charleroi Volley    | 3 - 0    | VC OMS SH Senica    | 25-18 | 25-17 | 25-22 |       |       |
| 01-11-05 | Kruh Tjеrkаsy       | 3 - 1    | ŽOK Jedinstvo Užice | 24-26 | 25-16 | 25-21 | 25-21 |       |
| 30-11-05 | VC OMS SH Senica    | 3 - 1    | ŽOK Jedinstvo Užice | 25-16 | 26-24 | 22-25 | 25-13 |       |
| 01-12-05 | Kruh Tjеrkаsy       | 2 - 3    | Charleroi Volley    | 27-29 | 17-25 | 25-22 | 25-19 | 7-15  |
| 08-12-05 | Charleroi Volley    | 3 - 0    | Kruh Tjеrkаsy       | 25-20 | 25-22 | 25-22 |       |       |
| 07-12-05 | ŽOK Jedinstvo Užice | 0 - 3    | VC OMS SH Senica    | 17-25 | 25-27 | 23-25 |       |       |
| 14-12-05 | ŽOK Jedinstvo Užice | 2 - 3    | Kruh Tjеrkаsy       | 25-20 | 25-23 | 23-25 | 23-25 | 11-15 |
| 14-12-05 | VC OMS SH Senica    | 3 - 1    | Charleroi Volley    | 25-21 | 26-24 | 22-25 | 25-14 |       |
| 20-12-05 | Charleroi Volley    | 3 - 1    | ŽOK Jedinstvo Užice | 25-22 | 25-22 | 20-25 | 25-19 |       |
| 20-12-05 | Kruh Tjеrkаsy       | 3 - 0    | VC OMS SH Senica    | 25-21 | 25-17 | 25-15 |       |       |

##### Sluttabell
| Pos | Lag                 | Poäng | Matcher | Matcher | Matcher   | Set   | Set       | Kvot  | Poäng | Poäng     | Kvot  |
| Pos | Lag                 | Poäng | Spelade | Vunna   | Förlorade | Vunna | Förlorade | Kvot  | Vunna | Förlorade | Kvot  |
| --- | ------------------- | ----- | ------- | ------- | --------- | ----- | --------- | ----- | ----- | --------- | ----- |
| 1   | VC OMS SH Senica    | 10    | 6       | 4       | 2         | 12    | 8         | 1.500 | 458   | 426       | 1.075 |
| 2   | Charleroi Volley    | 10    | 6       | 4       | 2         | 13    | 9         | 1.444 | 495   | 483       | 1.024 |
| 3   | Kruh Tjеrkаsy       | 9     | 6       | 3       | 3         | 11    | 12        | 0.916 | 496   | 504       | 0.984 |
| 4   | ŽOK Jedinstvo Užice | 7     | 6       | 1       | 5         | 8     | 15        | 0.533 | 497   | 533       | 0.932 |

#### Grupp D

##### Resultat
| Datum    | Resultat           | Resultat | Resultat           | Set 1 | Set 2 | Set 3 | Set 4 | Set 5 |
| -------- | ------------------ | -------- | ------------------ | ----- | ----- | ----- | ----- | ----- |
| 26-10-05 | Longa '59          | 1 - 3    | La Rochette Volley | 21-25 | 13-25 | 25-20 | 15-25 |       |
| 27-10-05 | VK Minsk           | 1 - 3    | Volley Köniz       | 17-25 | 25-21 | 23-25 | 19-25 |       |
| 03-11-05 | Volley Köniz       | 2 - 3    | Longa '59          | 25-20 | 24-26 | 19-25 | 25-22 | 11-15 |
| 02-11-05 | La Rochette Volley | 3 - 0    | VK Minsk           | 25-10 | 25-21 | 25-20 |       |       |
| 30-11-05 | Longa '59          | 3 - 0    | VK Minsk           | 25-10 | 25-16 | 25-16 |       |       |
| 30-11-05 | La Rochette Volley | 3 - 0    | Volley Köniz       | 25-16 | 27-25 | 30-28 |       |       |
| 07-12-05 | Volley Köniz       | 3 - 1    | La Rochette Volley | 25-19 | 25-19 | 19-25 | 25-23 |       |
| 08-12-05 | VK Minsk           | 0 - 3    | Longa '59          | 17-25 | 17-25 | 13-25 |       |       |
| 15-12-05 | VK Minsk           | 0 - 3    | La Rochette Volley | 20-25 | 17-25 | 19-25 |       |       |
| 14-12-05 | Longa '59          | 3 - 1    | Volley Köniz       | 25-21 | 25-21 | 23-25 | 27-25 |       |
| 20-12-05 | Volley Köniz       | 3 - 0    | VK Minsk           | 25-7  | 25-12 | 29-27 |       |       |
| 20-12-05 | La Rochette Volley | 3 - 1    | Longa '59          | 27-29 | 25-22 | 25-14 | 25-20 |       |

##### Sluttabell
| Pos | Lag                | Poäng | Matcher | Matcher | Matcher   | Set   | Set       | Kvot  | Poäng | Poäng     | Kvot  |
| Pos | Lag                | Poäng | Spelade | Vunna   | Förlorade | Vunna | Förlorade | Kvot  | Vunna | Förlorade | Kvot  |
| --- | ------------------ | ----- | ------- | ------- | --------- | ----- | --------- | ----- | ----- | --------- | ----- |
| 1   | La Rochette Volley | 11    | 6       | 5       | 1         | 16    | 5         | 3.200 | 515   | 429       | 1.200 |
| 2   | Longa '59          | 10    | 6       | 4       | 2         | 14    | 9         | 1.555 | 517   | 484       | 1.072 |
| 3   | Volley Köniz       | 9     | 6       | 3       | 3         | 12    | 11        | 0.090 | 534   | 506       | 1.055 |
| 4   | VK Minsk           | 6     | 6       | 0       | 6         | 1     | 18        | 0.556 | 326   | 475       | 0.686 |

### Kvartsfinaler

#### Match 1
| Datum    | Resultat           | Resultat | Resultat           | Set 1 | Set 2 | Set 3 | Set 4 | Set 5 |
| -------- | ------------------ | -------- | ------------------ | ----- | ----- | ----- | ----- | ----- |
| 11-01-06 | KS Pałac Bydgoszcz | 3 - 1    | VC OMS SH Senica   | 21-25 | 25-18 | 25-20 | 25-18 |       |
| 11-01-06 | Asystel Volley     | 3 - 0    | Charleroi Volley   | 25-16 | 25-8  | 25-11 |       |       |
| 11-01-06 | La Rochette Volley | 0 - 3    | ZHVK Dinamo Moskva | 20-25 | 23-25 | 23-25 |       |       |
| 10-01-06 | Voléro Zürich      | 2 - 3    | Longa '59          | 19-25 | 25-16 | 24-26 | 25-21 | 7-15  |

#### Match 2
| Datum    | Resultat           | Resultat | Resultat           | Set 1 | Set 2 | Set 3 | Set 4 | Set 5 |
| -------- | ------------------ | -------- | ------------------ | ----- | ----- | ----- | ----- | ----- |
| 18-01-06 | VC OMS SH Senica   | 3 - 2    | KS Pałac Bydgoszcz | 16-25 | 25-13 | 23-25 | 31-29 | 17-15 |
| 18-01-06 | Charleroi Volley   | 1 - 3    | Asystel Volley     | 20-25 | 23-25 | 25-23 | 15-25 |       |
| 18-01-06 | ZHVK Dinamo Moskva | 3 - 0    | La Rochette Volley | 25-17 | 25-11 | 25-16 |       |       |
| 19-01-06 | Longa '59          | 2 - 3    | Voléro Zürich      | 25-27 | 25-22 | 25-22 | 24-26 | 10-15 |

#### Kvalificerade lag
- KS Pałac Bydgoszcz
- Asystel Volley
- ZHVK Dinamo Moskva
- Longa '59

### Slutspel
Slutspelet (semifinaler, match om tredjepris och final) spelade i Moskva, Ryssland den 11 och 12 maj.
|  | Semifinaler        | Semifinaler |                    |                | Final               | Final               |  |
|  |                    |             |                    |                |                     |                     |  |
|  | KS Pałac Bydgoszcz | 0           |                    |                |                     |                     |  |
|  | KS Pałac Bydgoszcz | 0           |                    |                |                     |                     |  |
|  | Asystel Volley     | 3           |                    |                |                     |                     |  |
|  | Asystel Volley     | 3           |                    | Asystel Volley | 3                   |                     |  |
|  |                    |             |                    | Asystel Volley | 3                   |                     |  |
|  |                    |             | ZHVK Dinamo Moskva | 0              |                     |                     |  |
|  | ZHVK Dinamo Moskva | 3           | ZHVK Dinamo Moskva | 0              |                     |                     |  |
|  | ZHVK Dinamo Moskva | 3           |                    |                |                     |                     |  |
|  | Longa '59          | 0           |                    |                | Match om tredjepris | Match om tredjepris |  |
|  | Longa '59          | 0           |                    |                |                     |                     |  |
|  |                    |             |                    |                |                     |                     |  |
|  |                    |             |                    |                | KS Pałac Bydgoszcz  | 0                   |  |
|  |                    |             |                    |                | KS Pałac Bydgoszcz  | 0                   |  |
|  |                    |             |                    |                | Longa '59           | 3                   |  |

#### Semifinaler
| Datum    | Resultat           | Resultat | Resultat       | Set 1 | Set 2 | Set 3 | Set 4 | Set 5 |
| -------- | ------------------ | -------- | -------------- | ----- | ----- | ----- | ----- | ----- |
| 11-03-06 | KS Pałac Bydgoszcz | 0 - 3    | Asystel Volley | 21-25 | 15-25 | 23-25 |       |       |
| 11-03-06 | ZHVK Dinamo Moskva | 3 - 0    | Longa '59      | 25-17 | 25-21 | 25-16 |       |       |

#### Match om tredjepris
| Datum    | Matchresultat      | Matchresultat | Matchresultat | Set 1 | Set 2 | Set 3 | Set 4 | Set 5 |
| -------- | ------------------ | ------------- | ------------- | ----- | ----- | ----- | ----- | ----- |
| 12-03-06 | KS Pałac Bydgoszcz | 0 - 3         | Longa '59     | 23-25 | 16-25 | 21-25 |       |       |

#### Final
| Datum    | Matchresultat  | Matchresultat | Matchresultat      | Set 1 | Set 2 | Set 3 | Set 4 | Set 5 |
| -------- | -------------- | ------------- | ------------------ | ----- | ----- | ----- | ----- | ----- |
| 12-03-06 | Asystel Volley | 3 - 0         | ZHVK Dinamo Moskva | 25-17 | 25-21 | 28-26 |       |       |

## Individuella utmärkelser
| Utmärkelse              | Giocatrice        | Lag                |
| ----------------------- | ----------------- | ------------------ |
| Mest värdefulla spelare | Taismary Agüero   | Asystel Volley     |
| Bästa poängvinnare      | Taismary Agüero   | Asystel Volley     |
| Bästa anfallare         | Natalia Hanikoğlu | ZHVK Dinamo Moskva |
| Bästa blockare          | Marija Borodakova | ZHVK Dinamo Moskva |
| Bästa servare           | Elles Leferink    | Longa '59          |
| Bästa passare           | He Qui            | Asystel Volley     |
| Bästa libero            | Paola Cardullo    | Asystel Volley     |